# Anmore (Columbia Británica)
Anmore es una villa canadiense del Distrito Regional del  Gran Vancouver, Columbia Británica.
Se localiza en los 49º18'42" N y los 122º51'29" W, al norte de la ciudad de Port Moody. El censo de 2001, arrojó una población de 1.344 habitantes. La extensión es de 27.42 km².